# Уразаев, Тимур Бибиталиевич
Тимур Бибиталиевич Уразаев (каз. Тимур Бейбітәліұлы Оразаев; род. 20 марта 1967) — казахстанский дипломат. Чрезвычайный и полномочный посол Республики Казахстан в Армении (2016—2021), Литве (с 2022 года).

## Биография
Окончил в 1991 году Актюбинский педагогический институт по специальности «Преподаватель английского и немецкого языков», в 1999 году — международные дипломатические курсы МИД Российской Федерации.
1993—2003 гг. — консул посольства Республики Казахстан в Российской Федерации.
2003—2004 гг. — начальник отдела Комитета по делам СНГ Министерства иностранных дел Казахстана, начальник Управления сотрудничества с Россией Комитета по делам СНГ МИД РК.
2004—2008 гг. — временный поверенный в делах Республики Казахстан в Республике Болгария.
2008—2011 гг. — директор Департамента СНГ Министерства иностранных дел Казахстана.
2011—2016 гг. — посол по особым поручениям МИД РК (спецпредставитель по Афганистану).
Март 2016 года — 12 февраля 2021 года — Чрезвычайный и Полномочный посол Республики Казахстан в Республике Армения.
С 9 декабря 2022 года — Чрезвычайный и Полномочный Посол Республики Казахстан в Литовской Республике.

## Награды
- Орден «Курмет»[3].
- Грамота Содружества Независимых Государств (3 сентября 2011 года) — за активную работу по укреплению и развитию Содружества Независимых Государств[4].